# Сенат Краљевине Србије
Сенат Краљевине Србије је био горњи дом Народног представништва Краљевине Србије. Доњи дом је била Народна скупштина.
Основан је априла 1901. октроисањем Устава Краљевине Србије, а укинут 1903. заједно са Уставом после Мајског преврата. Законодавну власт је вршио краљ са дводомним Народним представништвом (Сенатом и Народном скупштином). Избори за Сенат су се вршили 8. септембра.

## Сенатори
Престолонаследник (кад би постао пунолетан), архиепископ београдски и епископ нишки по праву су били чланови Сената. Осим њих Сенат су састављали: тридесет чланова (које је краљ именовао на цео живот) и осамнаест чланова (Београд је бирао једног, а седамнаест изборни окрузи).
Нико није могао бити члан Сената и Народне скупштине у исто време. Сви чланови Сената су полагали заклетву као и народни посланици. Мандат изабраних чланова Сената је трајао шест година. Бирање је сенатора било непосредно, а гласање тајно. За сенатора је могао бити постављен или изабран: који је рођени или прирођени српски грађанин, који ужива сва грађанска и политичка права, који стално живи у Краљевини Србији, који је навршио 40 година и који плаћа годишње најмање 200 динара непосредне порезе.
Сенатори нису могли бити активни чиновници, изузев ванредних посланика и дипломатских агената као и сви они који су могли бити бирани за посланике у Народној скупштини. Официри под заставом нису могли бити бирани за чланове Сената. Исто тако нису могли бити ни именовани, осим генерала у броју највише до четири. Свештеници оба реда су могли бити бирани у Сенат. Чиновник који је био сенатор није могао бити пензионисан без свога пристанка до навршене седамдесете године, сем ако је навршио 40 година државне службе или је тако оболео да не може вршити своју службу.
Сенатори, чим би им пуномоћства била оверена, полагали су ову заклетву:
Ја (име и презиме) заклињем се јединим Богом, да ћу Устав верно чувати и да ћу при саветовању и гласању само опште добро Краља и Народа у виду имати. И како ово испунио будем, тако ми Бог помогао и овога и онога света.
Пуномоћства чланова Сената је прегледала и оверавала општа седница Касационог суда.

## Делокруг
Право предлагања закона је припадало и краљу и Народном представништву. Ниједан закон се није могао издати, укинути, изменити, обуставити или протумачити, нити се законски предлог могао краљу на потврду поднети, пре него што би га и Народна скупштина и Сенат појединачно и у целини већином гласова усвојили.
Сенат је могао решавати само ако је у седници више од половине целокупнога Уставом одређенога броја његових чланова. За пуноважне закључке, изузев случајеве за које је Уставом друкчије наређено, била је потребна већина гласова присутних чланова. Кад би било једнако гласова сматрало се да је предмет одбачен. Кад би Сенат неки предлог одбацио он му се није могао више подносити за време истога сазива.
Предлог који би један дом усвојио слао се на даљи рад другоме дому. Ако би га и други дом у целини без икакве измене усвојио, Народно представништво је предлог усвојило. Ако би пак један дом учинио какве измене у предлогу, које је други дом усвојио и њему послао, предлог би се с тим изменама враћао ономе дому који га је прво претресао. Ако би он остао при своме првом решењу, предлог би се враћао на друго и последње решавање ономе дому, који га је други по реду претресао. Не буде ли ни тада усвојен, предлог се сматрао као одбачен и у истом се сазиву није могао више ни једноме дому подносити. Буџет би решавала коначно Народна скупштина при другом претресу, ако би га Сенат после првог скупштинског претреса у било чему изменио.
Председника и два потпредседника Сената је постављао краљ за целу периоду. Секретаре Сената је бирао сам Сенат за сваки сазив из своје средине. У Сенату су имали право говорити само сенатори, министри и владини повереници.

## Списак сенатора
Према Државном календару Краљевине Србије за 1903. годину, чланови Сената су били:
Доживотни сенатори:
- Алекса С. Јовановић, државни саветник
- Андра Николић, посланик у Паризу
- Антоније М. Богићевић, генерал, потпредседник Државног савета
- Арон Нинчић, министар на располагању
- Владимир Јовановић, државни саветник у пензији
- Глиша Гершић, државни саветник, други потпредседник Сената
- Димитрије Маринковић, председник Сената
- Димитрије Г. Радовић, председник Касационог суда
- Драгутин Стаменковић, државни саветник
- Ђорђе С. Симић, председник Државног савета
- Инокентије, архиепископ београдски и митрополит Краљевине Србије
- Јеврем Андоновић, министар на располагању
- Јован Мишковић, генерал и председник Српске краљевске академије наука
- Љубомир Каљевић, државни саветник, први потпредседник Сената
- Љубомир Ковачевић, министар на располагању
- Др Мика М. Поповић, министар на располагању
- Михаило Срећковић, генерал
- Др Михаило В. Вујић, државни саветник
- Никанор, епископ нишки
- Никола Д. Стевановић, државни саветник
- Никола П. Пашић, државни саветник
- Павле К. Михаиловић, државни саветник
- Пера Велимировић, државни саветник
- Сава Грујић, генерал и посланик у Цариграду
- Светозар Гвоздић, државни саветник
- Светозар Милосављевић, државни саветник
- Светомир Николајевић, државни саветник
- Сима Несторовић, трговац из Великог Црнића, округа пожаревачког
- Стојан Бошковић, посланик у Атини
- Стојан Новаковић, посланик у Петрограду
- Чедомиљ Мијатовић, посланик у Лондону

Изабрани сенатори за период 1901—1906:
- за град Београд Тоша Михаиловић, трговац из Београда
- за округ београдски Милутин Марковић, члан Касационог суда
- за округ ваљевски Светозар K. Поповић, трговац из Ваљева
- за округ врањски Јован Жујовић, професор Велике школе
- за округ крагујевачки Павле Вуковић, трговац из Крагујевца
- за округ крајински др Лаза Пачу, управник београдске задруге
- за округ крушевачки Арса Дреновац, трговац из Крушевца
- за округ моравски Милија Миловановић, трговац из Бачине
- за округ нишки Ђока Новаковић, члан Касационог суда
- за округ пиротски Љубомир Сретеновић, трговац из Пирота
- за округ подрински Јоца Ж. Јовановић, трговац из Београда
- за округ пожаревачки др Станојло Вукчевић, лекар из Пожаревца
- за округ руднички Велимир М. Тодоровић, министар унутрашњих дела
- за округ смедеревски Влада Љотић, економ из Смедерева
- за округ тимочки др Лаза Илић, лекар из Зајечара
- за округ топлички Јован Шаранац, трговац из Прокупља
- за округ ужички Добра Ружић, професор из Београда
- за округ чачански др Илија Коловић, физикус округа крагујевачког

За председника Сената је 24. марта 1903. постављен Јован Белимарковић Члан Сената је био и Димитрије Цинцар-Марковић који је крајем 1902. постао председник Министарског савета. Сенатор је био и Аћим Чумић до своје смрти 1901. године.